# Hermann Treusch
Hermann Treusch (* 3. Oktober 1937 in Butzbach/Hessen) ist ein deutscher Schauspieler, Intendant und Regisseur und Gründer des Studiokreises 59.

## Werdegang
Treusch studierte nach dem Abitur Germanistik, Kunstgeschichte und Musikwissenschaft in Marburg. Dort inszenierte er an der Studentenbühne Sartres Tote ohne Begräbnis. 1958 nahm er Unterricht an der Max-Reinhardt-Schule für Schauspiel in Berlin. Er gründete eine eigene Theatergruppe und unternahm eine Deutschland-Tournee mit dem Stück Woyzeck von Georg Büchner.
1960 trat er am Theater in Oberhausen sein erstes Engagement an. 1961 spielte er am Staatstheater Stuttgart, 1962 bis 1965 an den Vereinigten Bühnen Graz, 1965 bis 1969 am Staatstheater Hannover und 1969/1970 am Bayerischen Staatsschauspiel in München.
Seit 1964 arbeitete er auch als Regisseur. 1970 wurde er Oberspielleiter des Theaters am Turm (TAT) in Frankfurt als Nachfolger von Claus Peymann. Von 1975 bis 1979 war er außerdem als künstlerischer Leiter am TAT tätig. 1980 wurde er Mitglied der Staatlichen Bühnen Berlins. Von 1990 bis 1992 war er Intendant der Freien Volksbühne Berlin.
Von 1994 bis 1997 war er der Darsteller des Jedermanns bei den Berliner Jedermann-Festspielen.
Hermann Treusch war verheiratet mit der Schauspielerin und Soziologin Gerburg Treusch-Dieter († 19. November 2006).

## Theater (als Schauspieler)(Auswahl)
- 1988 Die Schwärmer (Robert Musil, mit Elisabeth Trissenaar)
- 1992 Robert Guiskard (Heinrich von Kleist)

## Filmografie (Ausschnitt)
- 1962: Daphne Laureola
- 1969: Rebellion der Verlorenen (Dreiteiler)
- 1971: Chopin-Express
- 1972/1973 Sonderdezernat K1 (Krimiserie, 6 Folgen)
- 1977: Tatort – Flieder für Jaczek
- 1983: Tatort – Kielwasser
- 1983: Ein Fall für zwei – Der Zeuge
- 1984: Bali
- 1984: Flügel und Fesseln
- 1986: Pattbergs Erbe
- 1986: Die Reise
- 1988: Europa und der zweite Apfel
- 1990: Der Fahnder – Der zweite Zeuge
- 1991: Ende der Unschuld
- 1991: Tatort – Tini
- 1995: Forsthaus Falkenau – Die Intrige
- 1996: Der Bulle von Tölz: Das Amigo-Komplott
- 1995–1998: Die Straßen von Berlin
- 1997: Der rote Schakal
- 2000: Das Phantom
- 2003: Tatort – Das Böse

## Hörspiele
- 1995: Hans-Joachim Alpers: Zwei schwarze Männer graben ein Haus für dich – Regie: Andreas Weber-Schäfer (Kriminalhörspiel – SDR)